# Okręgowe rozgrywki w piłce nożnej woj. rzeszowskiego (1963/1964)
Okręgowe rozgrywki w piłce nożnej województwa rzeszowskiego w sezonie 1963/1964.

OZPN Rzeszów

## Klasa A
| Poz. | Klub                 | M  | Pkt. | Mecze | Mecze | Mecze | Bramki | Bramki |
| Poz. | Klub                 | M  | Pkt. | zwy.  | rem.  | por.  | zdob.  | stra.  |
| ---- | -------------------- | -- | ---- | ----- | ----- | ----- | ------ | ------ |
| 1    | Polonia Przemyśl     | 30 | 51   |       |       |       | 87     | 31     |
| 2    | Stal Łańcut          | 30 | 50   |       |       |       | 70     | 21     |
| 3    | Siarka Tarnobrzeg    | 30 | 47   |       |       |       | 110    | 25     |
| 4    | Stal Sanok           | 30 | 37   |       |       |       | 65     | 31     |
| 5    | Start Rymanów        | 30 | 33   |       |       |       | 68     | 52     |
| 6    | Orzeł Przeworsk      | 30 | 31   |       |       |       | 61     | 49     |
| 7    | Wisłoka Ib Dębica    | 30 | 28   |       |       |       | 47     | 56     |
| 8    | LZS Przybyszówka     | 30 | 28   |       |       |       | 59     | 74     |
| 9    | Stal Nowa Dęba       | 30 | 28   |       |       |       | 60     | 90     |
| 10   | Nafta Jedlicze       | 30 | 27   |       |       |       | 70     | 72     |
| 11   | Zenit Nisko          | 30 | 26   |       |       |       | 64     | 85     |
| 12   | Resovia Ib           | 30 | 24   |       |       |       | 57     | 51     |
| 13   | Stal Ib Stalowa Wola | 30 | 22   |       |       |       | 49     | 75     |
| 14   | JKS Ib Jarosław      | 30 | 22   |       |       |       | 42     | 80     |
| 15   | Stal Gorzyce         | 30 | 15   |       |       |       | 29     | 70     |
| 16   | Izolator Boguchwała  | 30 | 11   |       |       |       | 31     | 107    |

| Legenda:                |
| awans do ligi okręgowej |
| degradacja do klasy B   |

- Pod koniec sezonu z powodu zaległości finansowych klubu Stal Nowa Dęba wobec Rzeszowskiego Zarządu Okręgu PZPN drużyna tego klubu została ukarana przez Wydział Gier i Dyscypliny odjęciem 10 punktów, zaś po uiszczeniu zaległych wpłat odebrane punkty zostały przywrócone[1][2].
- Do wyższej klasy ligowej (III liga 1964/1965) awansowały dwa pierwsze zespoły, a do niższej klasy rozgrywkowej (klasa B) zostało zdegradowanych pięć ostatnich drużyn.